# Герцог Порту
Герцог ду Порту (порт. Duque do Porto) — португальский дворянский титул. Он был создан в 1833 году для инфанты Марии, старшей дочери короля Португалии Педру IV (1798—1834) и Марии Леопольдины Австрийской (1797—1826). Позднее Мария де Браганса была королевой Португалии в 1834—1853 годах.
Название титула происходит от названия города Порту на севере Португалии. Во время Мигелистских войн город Порту проявил лояльность по отношению к Педру IV и Марии II.
После вступления Марии на португальской королевский престол титул герцога ду Порту стал ассоциироваться со вторым ребенком мужского пола в королевской семье.

## Список герцогов ду Порту
| Изображение | Имя                            | Продолжительность жизни           | Пребывание в титуле              | Родители                                               |
| ----------- | ------------------------------ | --------------------------------- | -------------------------------- | ------------------------------------------------------ |
|             | Инфанта Мария, герцогиня Порту | 4 апреля 1819 — 15 ноября 1853    | 4 апреля 1833 — 31 октября 1838  | Педру IV и Мария Леопольдина Австрийская               |
|             | Инфант Луиш, герцог Порту      | 31 октября 1838 — 19 октября 1889 | 31 октября 1838 — 31 июля 1865   | Мария II и Фернанду II                                 |
|             | Инфант Афонсу, герцог Порту    | 31 июля 1865 — 21 февраля 1920    | 31 июля 1865 — 21 февраля 1920   | Луиш I и Мария Пия Савойская                           |
|             | Инфант Диниш, герцог Порту     | 25 ноября 1999 — настоящее время  | 25 ноября 1999 — настоящее время | Принц Дуарте Пиe, герцог Браганса, и Изабель де Эредия |